# Chris Timms
Christopher „Chris” Ian Timms (ur. 24 marca 1947 w Christchurch, zm. 19 marca 2004 w Firth of Thames) – nowozelandzki żeglarz sportowy. Dwukrotny medalista olimpijski.
Największe sukcesy odnosił w klasie Tornado wspólnie z Reksem Sellersem. W Los Angeles w 1984 zwyciężyli, cztery lata później zajęli drugie miejsce. Wcześniej, z innym partnerem, dwukrotnie nieskutecznie próbował awansować do kadry olimpijskiej.
Zginął w wypadku lotniczym w pobliżu miasta Kaiaka (na północy Nowej Zelandii).

## Starty olimpijskie (medale)
Los Angeles
- Tornado –  złoto

Seul 1988
- Tornado –  srebro